# 日産フォークリフト
日産フォークリフト株式会社（NISSAN FORKLIFT）は、かつて存在した会社。日産自動車の産業機械事業部が独立し、フォークリフトを製造・販売していた。日立建機の子会社であったTCMと合併し、ユニキャリア株式会社となったが、2017年にニチユ三菱フォークリフトとの経営統合によって製造はニチユ三菱フォークリフトから商号変更された三菱ロジスネクスト株式会社へ一本化され、ユニキャリア株式会社はロジスネクストユニキャリア株式会社に商号変更した上で、三菱ロジスネクスト製品の販売会社となった。

## 沿革
- 1957年 - 日産自動車戸塚工場でフォークリフトの生産を開始。
- 1961年 - 新日国工業（現：日産車体）に設計・生産を委託。
- 1965年 - アメリカへの輸出を開始.
- 1969年 - 日産自動車産業機械部新設。
- 1975年 - 日産自動車村山工場で内製生産開始、開発・生産・販売を一元化.
- 1976年 - フォークリフトの国内専売会社名を「日産フォークリフト」に決定。
- 1977年 - 村山工場における生産を開始。
- 1982年 - 産業機械事業部発足.
- 1988年 - アメリカ、バレット産業車両会社の株式を取得し、フォークリフトの現地生産を開始。
- 1989年 - スペインの日産モトール・イベリカ会社でフォークリフト現地生産を開始。
- 1993年 - アメリカで製販統合会社の北米日産フォークリフト会社を発足。
- 1995年 - 日産モトール・イベリカ会社より分離独立してスペイン日産フォークリフト会社を発足.
- 1996年 - 欧州日産より分離して欧州日産フォークリフト会社を発足。
- 2000年10月23日 - 三菱重工業とフォークリフト関連事業に関する業務提携で基本合意。
- 2001年 - 村山工場が車両生産工場として閉鎖したため、高田工業戸塚工場に生産委託開始。
- 2010年10月1日 - 日産自動車産業機械事業部が独立、日産フォークリフト株式会社となる。
- 2011年11月29日 - 日産フォークリフトがTCMとの事業統合を目的とした新会社「ユニキャリア」の傘下に入る事を発表。
- 2012年8月1日 - 日産フォークリフトがユニキャリアの100%子会社となる。本社を横浜市より東京都品川区に移転。
- 2013年4月1日 - TCMと合併し、ユニキャリア株式会社に移行。同時に高田工業への生産委託を解消した。

## ラインアップ

### 現行車種
- アグレスシリーズ エンジン車前期 L01 L02 後期1F1 1F2 1F4 バッテリーカウンター1B1 1B2
- J系 J01 J02
- P01 P02 バッテリーカウンター
- H系 H01 H02
- F系 F01 F03 など
- 1R1(住友OEM)
- U01 U02
- C01 C02
- 一寸法師